# Saint-Nazaire-de-Ladarez
Saint-Nazaire-de-Ladarez este o comună în departamentul Hérault din sudul Franței. În 2009 avea o populație de 341 de locuitori.

## Evoluția populației
| An        | 1975 | 1982 | 1990 | 1999 | 2006 | 2009 |
| --------- | ---- | ---- | ---- | ---- | ---- | ---- |
| Populație | 379  | 345  | 361  | 331  | 367  | 341  |